# Alice Hohermann

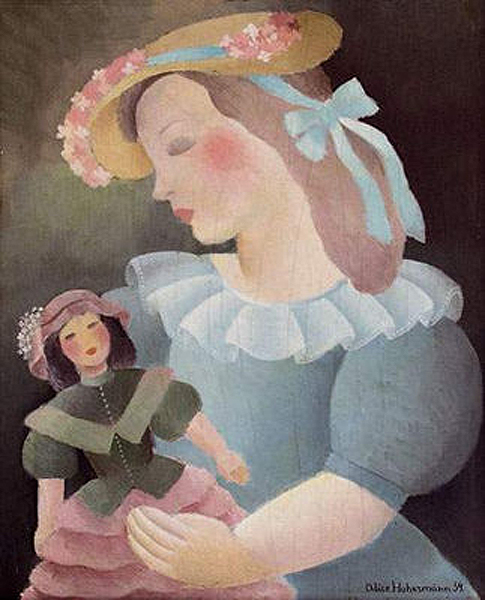
Mädchen mit einer Puppe (1934)

Alice Hohermann, auch Alicja Hoherman (geboren 1902 in Warschau, Russisches Kaiserreich; gestorben 1943 im KZ Auschwitz-Birkenau), war eine polnische Malerin jüdischer Abstammung; sie wirkte in Frankreich. Ihre Malerei widmete sich hauptsächlich Frauen- und Kinderporträts und wird dem Art déco zugerechnet.

## Leben
Alicja Hohermann war Tochter eines vermögenden Kaufmanns. Mit neunzehn ging sie eine Ehe ein, die kurz danach geschieden wurde. Sie begann das Kunststudium an der Akademie der Bildenden Künste Warschau, reiste im Jahr 1921 nach Paris und setzte ihr Studium an der École de Paris fort. Seit 1925 nahm sie an den Ausstellungen der Jüdischen Gesellschaft zur Förderung der Künste in Warschau teil. Von 1926 bis 1939 stellte sie ihre Bilder in Paris im Salon des indépendants, Salon des Tuileries, Musée du Montparnasse und Salon d’Automne aus. Ihre Bilder wurden auch in London und New York ausgestellt.
Als Jüdin bedroht, wollte sie nach 1939 nach Brasilien auswandern; das Einreisevisum wurde ihr verweigert. Eine Bekannte besorgte ihr ein Visum für Mexiko. Im Jahr 1943 versuchte sie mit gefälschten Dokumenten nach Spanien auszureisen, wurde in Marseille von der Polizei des Vichy-Regimes festgenommen, in Toulouse inhaftiert und im Sammellager Drancy interniert. Am 18. Juli 1943 wurde sie mit dem Transport 57 ins KZ Auschwitz-Birkenau deportiert und ermordet.
Alice Hohermann malte vor allem in Tempera und Gouache, meist in hellen Tönen, mit großen, klar umrissenen Flächen, die an die Plakatkunst der 1930er Jahre erinnern. Sie schuf auch einige Bilder zu biblischen Motiven. Ihre Malerei wird der École de Paris zugeschrieben.

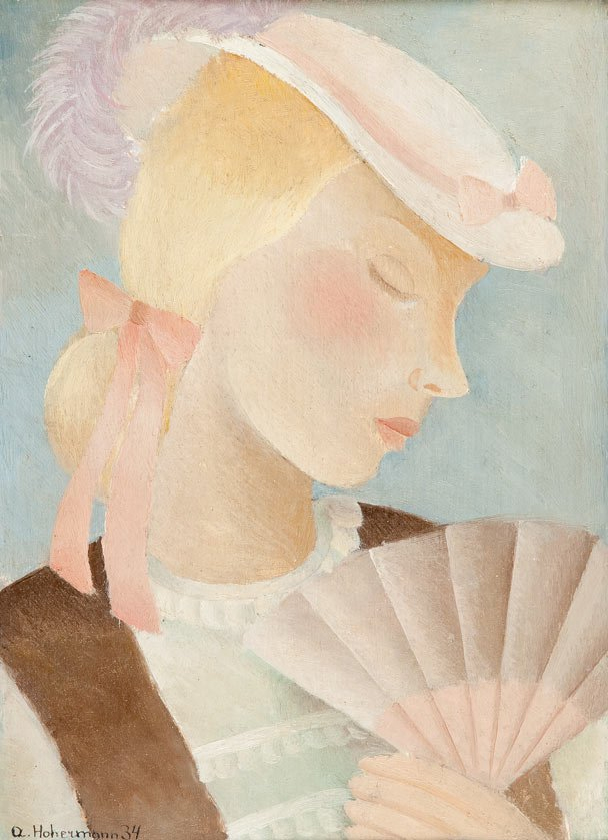
Dame mit Fächer (1934)
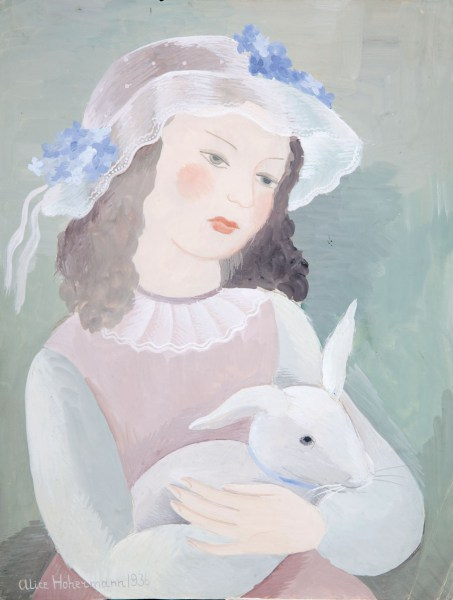
Mädchen mit Kaninchen (1936)
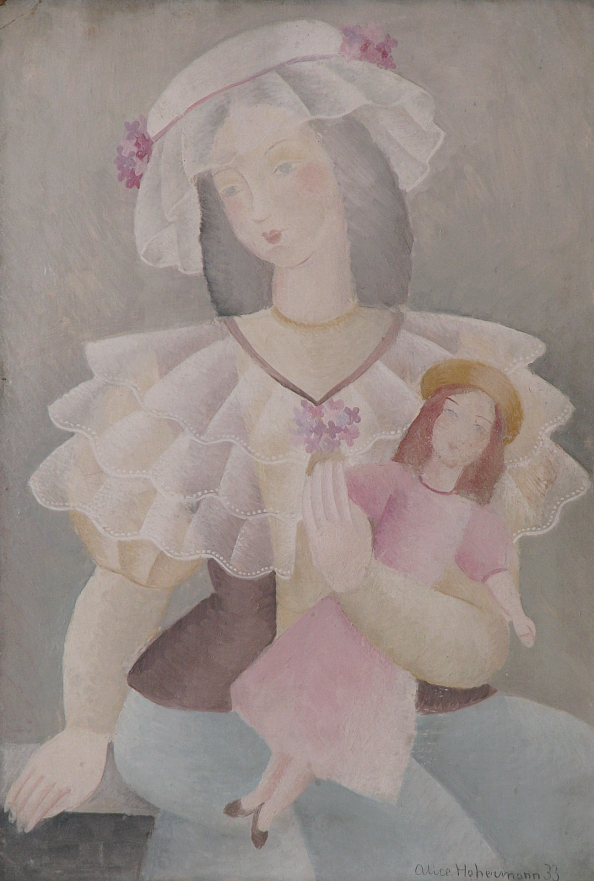
Mädchen mit einer Puppe (1933)
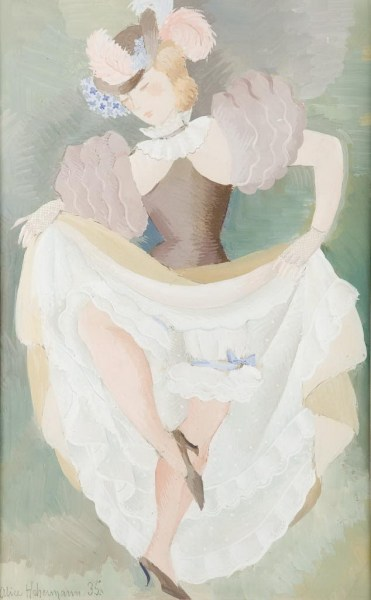
Kabaretttänzerin (1935)
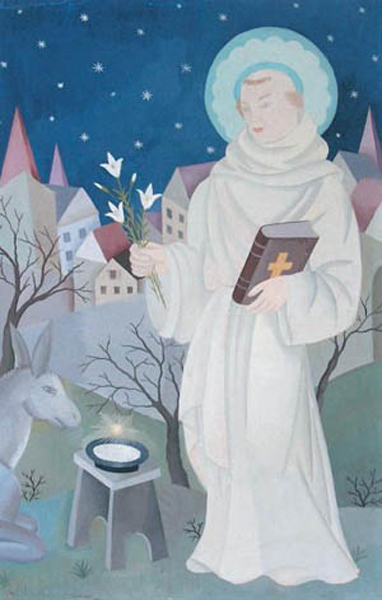
Hl. Franziskus aus Assisi (1934)